# A Wilhelm Scream
A Wilhelm Scream (abreviado como AWS) es una banda de hardcore melódico de New Bedford, Massachusetts, formada en 1999. Muchas personas hacen referencia a Strung Out, Hot Water Music, Propagandhi, y Strike Anywhere como artistas similares a la banda. Su nombre es una referencia al grito Wilhelm, un famoso efecto de sonido principalmente utilizado en películas. La banda anteriormente utilizó los nombres Smackin' Isaiah, Koen, y Adam's crack, siendo el primero de estos el único con el cual publicaron material discográfico. La razón para los cambios de nombre "de Koen a Smackin' Isaiah y a A Wilhelm Scream era realmente un asunto de ellos añadiendo miembros nuevos, y progresando/madurando como banda".

## Miembros de banda

### Miembros actuales
- Nuno Pereira – Voces (Koen, Smackin' Isaiah y A Wilhelm Scream 1996-presente)
- Trevor Reilly – guitarra, voces (Koen, Smackin' Isaiah y A Wilhelm Scream 1997-presente), tambores (Koen 1996-1997)
- Mike Supina – guitarra, voces (2008-presente)
- Brian J. Robinson – Bajo, voces (2006-presente)
- Nicholas Pasquale Angelini – Batería (Smackin' Isaiah y A Wilhelm Scream 1997-presente)

## Discografía
- The Way to a Girl's Heart Is Through Her Boyfriend's Stomach (2000)
- Benefits of Thinking Out Loud (2001)
- Mute Print (2004)
- Ruiner (2005)
- Career Suicide (2007)
- Partycrasher (2013)